# جواو بايفا
جواو بايفا هو لاعب كرة قدم برتغالي في مركز الهجوم، ولد في 8 فبراير 1983 في لشبونة في البرتغال. شارك مع منتخب البرتغال تحت 19 سنة لكرة القدم ومنتخب البرتغال تحت 20 سنة لكرة القدم. أما مع النوادي، فقد لعب مع أبولون ليماسول وسبورتينغ لشبونة ب وسبورتينغ لشبونة ونادي أيك لارنكا ونادي غراسهوبر زيوريخ ونادي فولن ونادي فينترتور ونادي لوزيرن ونادي ماريتيمو.

## وصلات خارجية
- جواو بايفا على موقع قاعدة بيانات كرة القدم.إي يو (الإنجليزية)
- جواو بايفا على موقع Soccerway.com (الإنجليزية)
- جواو بايفا على موقع عالم كرة القدم.نت (الإنجليزية)